# Grotte Notre-Dame d'Arigbo

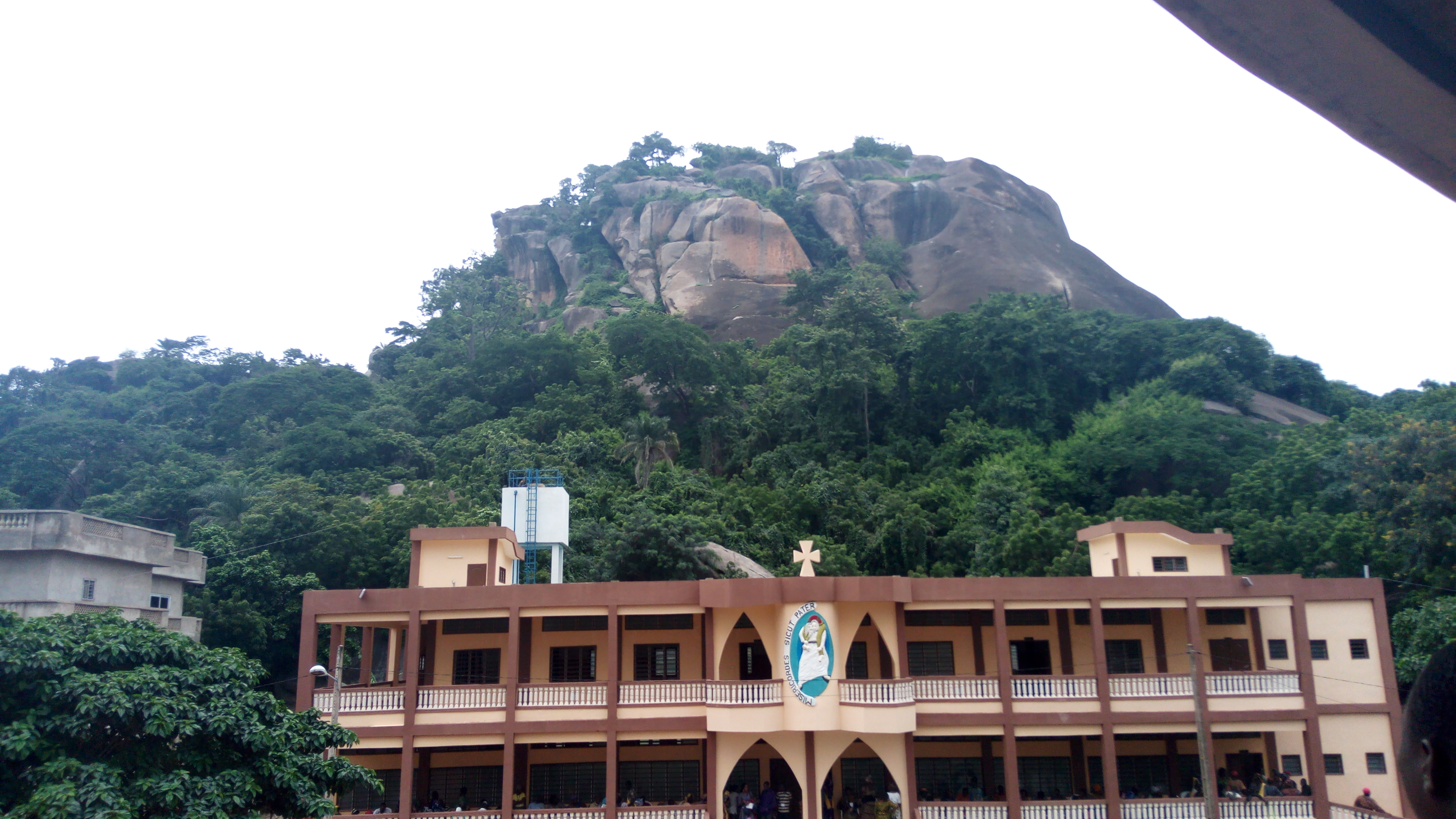
Site de la grotte mariale d'Arigbo.

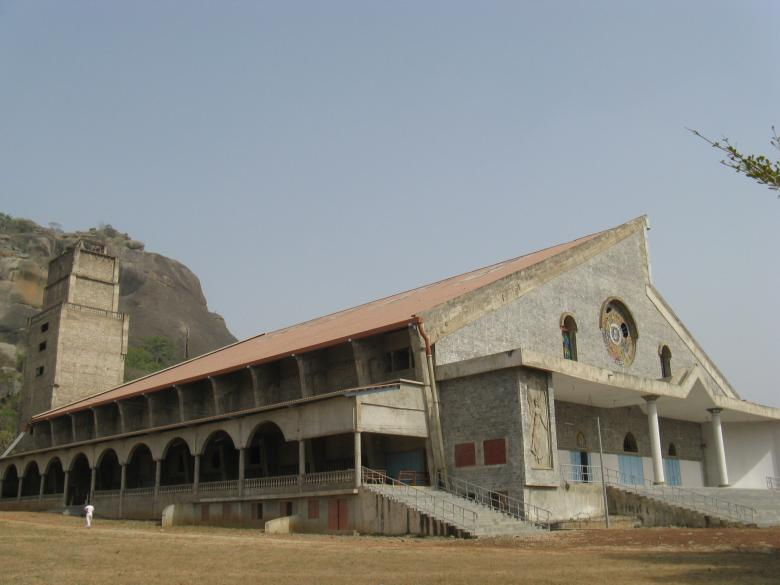
Basilique Notre-Dame d'Arigbo, construite devant la grotte.

La grotte Notre-Dame d'Arigbo est un lieu de pèlerinage catholique situé à Dassa-Zoumè, dans les Collines, au Bénin. Elle devient un lieu de pèlerinage en 1954, année mariale, sous la protection de Mgr Louis Parisot. Elle figure parmi la liste des aires protégées du Bénin.

## Fondation

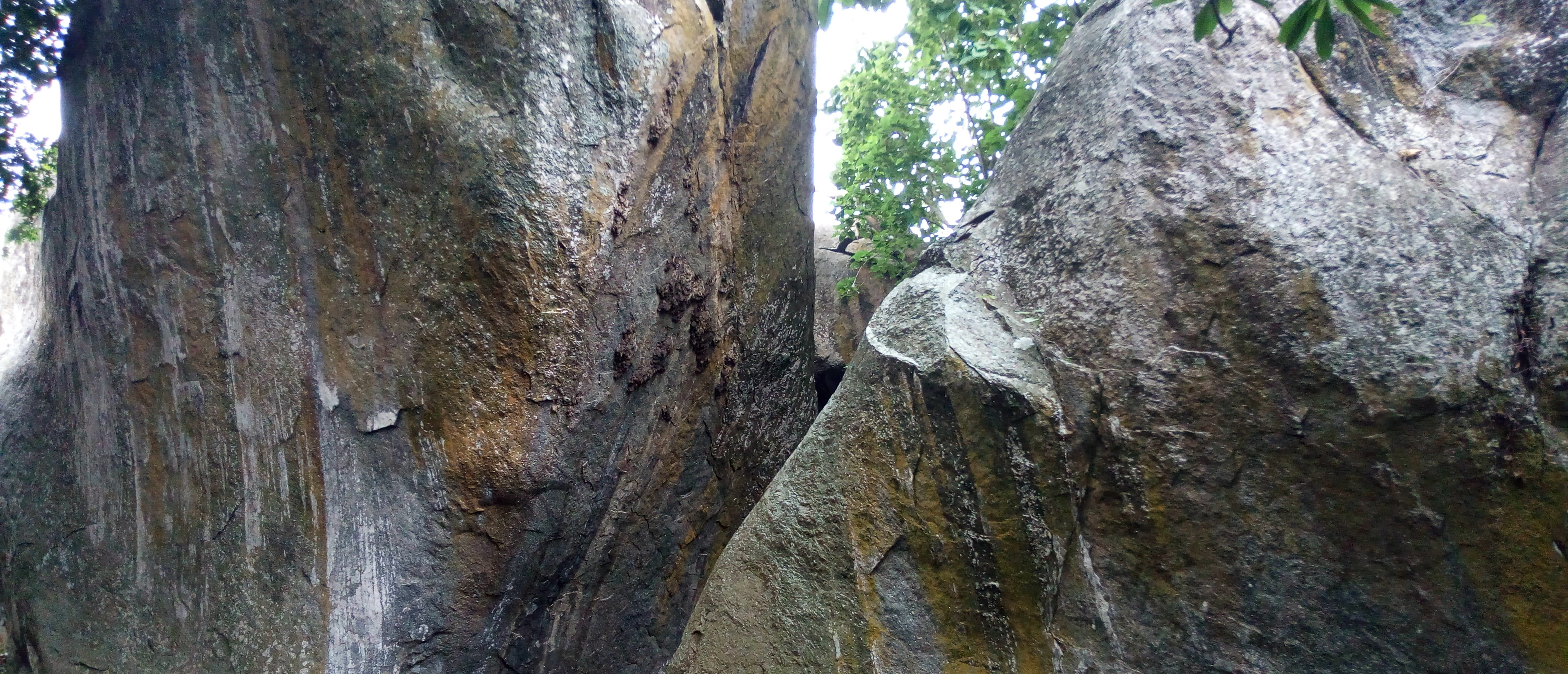
Intérieur de la grotte.

Le 11 février 1954, après la découverte mystérieuse d'une statue de la Vierge, Mgr Louis Parisot — premier évêque du Dahomey — bénit solennellement la grotte naturelle de Dassa en présence d’une foule évaluée à 6 000 personnes. En même temps, il fait ériger au sommet de la montagne une grande croix lumineuse et décide que cette nouvelle grotte de Lourdes serait désormais le centre privilégié des grands pèlerinages dahoméens en l’honneur de la Vierge Marie,. Il fonde alors le pèlerinage de Dassa-Zoumè et fait ainsi d’Arigbo un haut lieu de prière et de piété mariale avec l'aide du père Germain Boucheix, le frère de Mgr Noël Boucheix.

## Pèlerinage

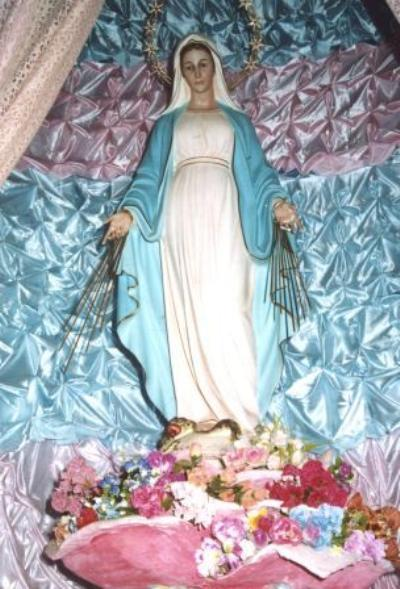
Statue de Notre-Dame d'Arigbo.

### Des débuts difficiles
Face au nombre croissant de pèlerins et sous l’impulsion de Mgr Lucien Monsi-Agboka, évêque d’Abomey, le comité diocésain décide de créer le  Comité d’aménagement de la grotte d’Arigbo de Dassa, chargé de l’organisation des pèlerinages et de l’aménagement progressif du sanctuaire, de manière à assurer la sécurité et le confort des pèlerins. 
Le premier pèlerinage organisé par le CAGAD a lieu les 22 et 23 août 1981 ; il rassemble plus de 10 000 personnes. Mais ce succès est terni, dans la nuit du 23 au 24 août 1981 par le vandalisme de la statue de l'Immaculée Conception, en place depuis 28 ans. Le 9 septembre 1983, une autre statue est enlevée et jetée dans la mare d'Arigbo située le long du sanctuaire tandis qu'une troisième, protégée par un antivol, est brisée dans les mêmes conditions que la première. 

### Popularité et impact
Chaque année, lors de l'Ascension et de l'Assomption, des dizaines de milliers de fidèles se rassemblent sur les lieux. Les pèlerins viennent principalement du Bénin, du Togo, du Niger et du Burkina Faso. 
Depuis son élection comme président, Thomas Boni Yayi est régulièrement présent lors des pèlerinages. En 2014, à l'occasion du 60e pèlerinage marial, il honore notamment l’Église catholique pour sa contribution à l’enracinement de la paix et au dialogue inter-religieux en Afrique et dans le Monde.

### Lien connexe
- Sanctuaire Notre-Dame-de-la-Paix de Bembéréké